# 解放道街道
解放道街道，是中华人民共和国河北省廊坊市广阳区下辖的一个乡镇级行政单位。

## 行政区划
解放道街道下辖以下地区：
新安里社区、永丰道社区、万众里社区、康庄社区、吉祥社区、华夏里社区、域泰社区、小廊坊社区、周各庄社区、五福街社区、清河街社区和万方街社区。